# Oncinema lineare
Oncinema lineare là một loài thực vật có hoa trong họ La bố ma. Loài này được Carl Linnaeus Con mô tả khoa học đầu tiên năm 1782 dưới danh pháp Apocynum lineare. Năm 1834 George Arnott Walker Arnott mô tả chi Oncinema với loài Oncinema roxburghii. Năm 1963 Arthur Allman Bullock đồng nhất Apocynum lineare với Oncinema roxburghii và chuyển nó sang chi Oncinema.
Loài này sinh sống ở miền nam tỉnh Cape, Nam Phi.